# Чистополь (аэропорт)
Аэропорт «Чистополь» — аэродром с небольшим пассажирским терминалом, расположенный в Чистопольском районе Республики Татарстан в 7 км на юго-запад от города Чистополь, ранее используемый для обслуживания местных авиалиний.

## История
Последние регулярные рейсы в Казань выполнялись до окончания строительства моста через Каму (трасса Казань — Чистополь) в зимний период, когда не действовала паромная переправа. После сдачи в эксплуатацию моста через Каму необходимость в авиасообщении с Казанью отпала. В настоящее время управляется местным аэроклубом.
В 2009—2015 годах в Татарстане планировалось восстановить эксплуатационную пригодность десяти аэродромов малой авиации, в том числе и аэропорт «Чистополь».